# Urien
Urien es un personaje ficticio de los videojuegos de lucha Street Fighter es uno de los antagónicos del videojuego Street Fighter III: 2nd Impact y a la vez un personaje seleccionable. Reaparece más adelante en el juego Street Fighter V, como un personaje descargable que se puede comprar mediante el sistema de monedas que posee el juego.

## Historia
Urien es el hermano menor de Gill y era líder de la organización. Entrenó junto a su hermano Gill con todas sus técnicas y estilo de pelea, al parecer Gill era el elegido para gobernar la dualidad de poderes, y ello lo llevó a ceder el poder de la organización secreta a su hermano.
Gill quería llegar a ser Emperador del mundo entero y por ello reto a los mejores peleadores del mundo en el tercer torneo de Street Fighter.
Urien ahora quiere derrocar a Gill y demostrarle que con el poder del fuego es suficiente para darle una paliza a su hermano mayor.
Ayudó a crear su propia armada con el Proyecto G. Al igual que Gill, Urien tenía un interés particular en una persona, se trataba de la mujer más poderosa del planeta, la agente especial de Interpol Chun-Li, quien con sus poderosas piernas de acero derrotó a "aquella Organización"(M. Bison y su cartel de Shadaloo). para obligar a Chun-Li a combatir, Urien secuestro a una alumna de Chun-Li, que al mismo tiempo es la hija adoptiva de Chun-Li, al final fue vencido y le indicó donde estaba la niña para que la salvara, tras la derrota de Gill (a manos de la misma Chun Li) hay especulaciones o historias paralelas sobre lo que hizo Urien, pues al parecer se convirtió en el jefe de la organización, en su final de Street Fighter III: Third Strike se puede ver que tiene a Gill (ya vencido) en un tubo de criogenia, al parecer lo dejó ahí enterrado para comandar la Illuminatium.
En el juego "Capcom Fighting Evolution" vemos a Urien (en su final) comandando la organización cuyo ejército son clones del luchador prototipo llamado Twelve.